# Caldonazzo
Caldonazzo (Caldonàz in dialetto trentino) è un comune italiano di 4 017 abitanti della provincia autonoma di Trento in Trentino-Alto Adige.

## Geografia fisica

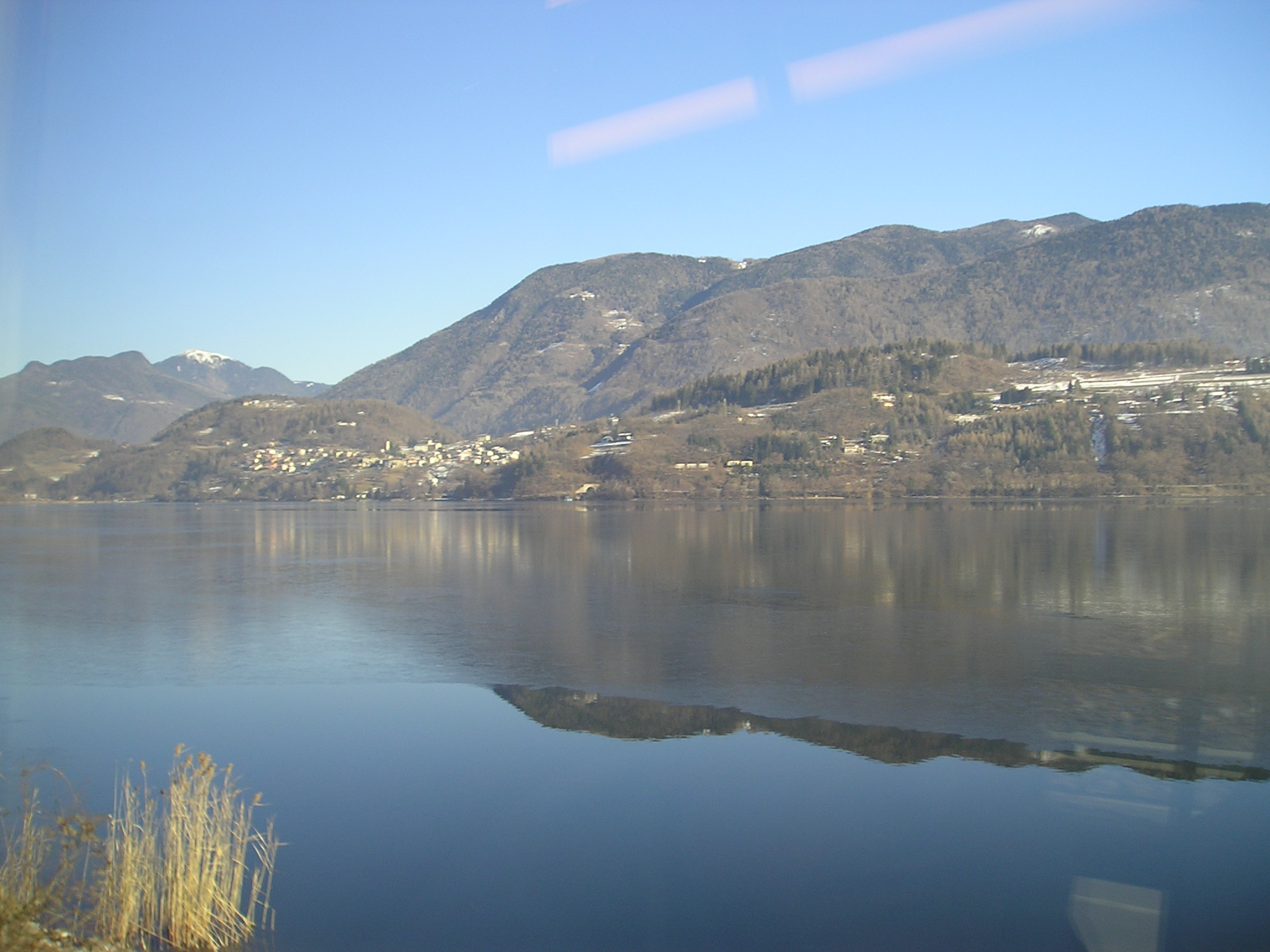
Lago di Caldonazzo

La geografia del paese è caratterizzata dall'omonimo lago, dal quale nasce il fiume Brenta che sfocia nel mare Adriatico.
Il territorio comunale si trova all'inizio della Valsugana, circa 20 km a sud-est di Trento. A ovest di Caldonazzo si erge la cima della Vigolana, mentre a sud si trovano gli altipiani di Folgaria, di Lavarone, di Luserna e l'alta Val d'Astico (in territorio vicentino).
Confina a nord con Pergine Valsugana e Tenna, a est con Levico Terme, a sud-est con Luserna, a sud con Lavarone, a sud-ovest con Folgaria, a ovest con Vigolana e Calceranica al Lago.
Il capoluogo comunale sorge a un'altitudine di 480 m s.l.m. e si trova nella zona sismica 3 (bassa).
Comprende le frazioni di Brenta e Lochere oltre alla località Monte Rovere.
A nord del capoluogo, in corrispondenza della riva orientale del lago, nasce il fiume Brenta.

## Storia
Il toponimo è Caldonàz in trentino e Kalnètsch in cimbro..
Caldonazzo venne menzionato per la prima volta in un documento nel 1116 e si trova in una posizione pittoresca a due chilometri dall'omonimo lago di Caldonazzo, ai piedi della montagna di Monte Rovere e della ripida Valle del Centa.
Si trovano primissimi insediamenti romani sul “Colle di Tenna”, dove delle mulattiere romane conducevano ad un’antica “Statio Militaris”. Oggi in questo sito c'è una cappella del XII secolo.

## La famiglia nobiliare tirolese dei Trapp
Tra la chiesa e il cimitero si trova il vecchio e maestoso Castel Trapp. Sulle vecchie mura si può ancora vedere chiaramente l'affresco dello stemma familiare: lo scudo rosso-bianco-rosso.
Nel castello viveva la nobile famiglia tirolese dei Trapp. Nel 1461 lasciarano la propria casa ed il loro castello principale di Trautenburg vicino a Leutschach in Stiria, ancora oggi abitato.
Per oltre 300 anni, fino al 1794, anno in cui morì l'ultimo rampollo della famiglia Trapp, Caldonazzo fu un tutt'uno con la famiglia, già proprietaria anche dell'altipiano cimbro
Ora la Corte Trapp è visitabile e ospita delle manifestazioni anche celebrazioni solenni.

## Chiesa Parrocchiale di San Sisto
Oltre all'antico borgo con le sue storiche e pittoresche case lontane, è da menzionare anche la chiesa dedicata a Santa Barbara, la cui parte vecchia porta il nome di Papa Sisto. Costruita nel XIII secolo, è stata ristrutturata e ricostruita nel corso degli anni.
La facciata attuale è stata realizzata nel 1836 ed il suo stile si differenzia nettamente da quello del campanile romanico.  All'interno, un antico dipinto raffigurante Papa Sisto circondato dai Santi Borromeo, Francesco e Sebastiano ricorda la peste che imperversò nel 1630, dalla quale Caldonazzo non fu risparmiato.  Il dipinto risale al 1632.

### Simboli
Stemma
Lo stemma del comune è stato concesso con regio decreto del 18 luglio 1930.
Gonfalone

## Monumenti e luoghi d'interesse

### Architetture religiose

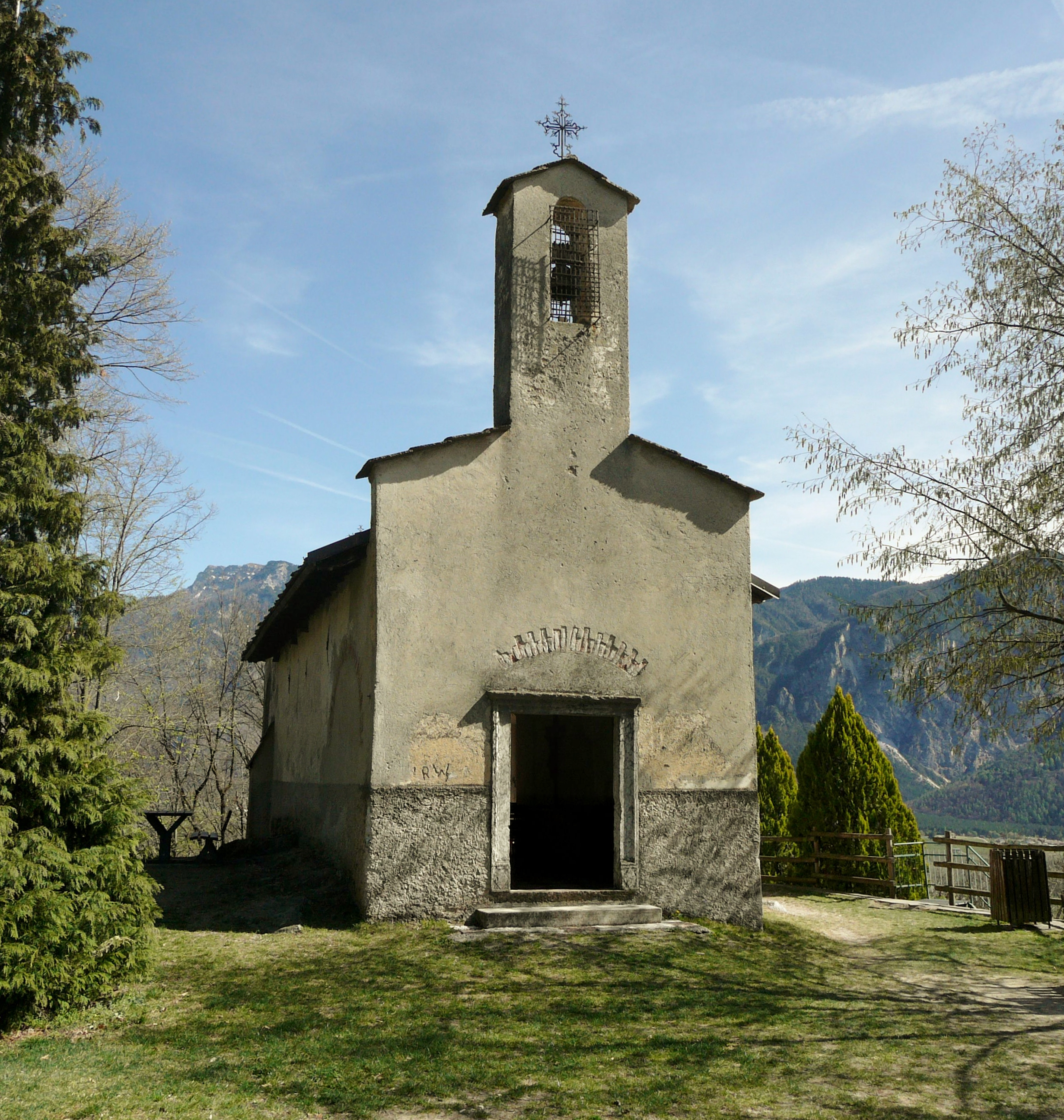
Chiesa di San Valentino.

- Chiesa di San Sisto, parrocchiale di Caldonazzo che risale alla prima metà del XVIII secolo.[8]
- Chiesa di San Valentino, ricordata già dal XII secolo. Pare sia stata edificata prima del 1259, come testimonia un documento del vescovo della diocesi di Trento Egnone. Sotto un gradino si legge la data del 1289. Venne restaurata diverse volte nel tempo ed era custodita da un eremita che abitava nella casa attigua. Tra questi la storia ricorda nel 1743 fra Iacopo da Torcegno e un Giuseppe Marchi da Modena. Il suo piccolo campanile è inserito all'interno nel timpano, mentre la campana è protetta da inferriate del 1700. Al di sotto del portale maggiore e delle facciate sono stati messi in luce gli archi, in cotto, del portico risalente al 1544. L'abside venne costruita sulla roccia affiorante, ed ha una struttura a tre lunette. Gli affreschi del soffitto rappresentano la Madonna con Gesù Bambino, San Valentino e San Rocco. Nel presbiterio si trovano gli stemmi della famiglia Trapp-Matsch del 1528, della dinastia dei conti di Caldonazzo. L'altare in legno è opera di Minati da Pergine. La pala, che rappresenta San Valentino e San Carlo Borromeo, venne dipinta da Gioacchino Antonio Mayr nel 1759.[9][10]

### Siti archeologici
Nel 1872, in un vigneto del Colle di Brenta, a circa 100 metri dalla chiesa di San Valentino, fu trovato un consistente frammento di lastra tombale, che doveva appartenere al coperchio di un sarcofago o di una sepoltura a cassa. Esso risulta decorato da una grossa croce in rilievo, e da un'iscrizione su tre righe che riporta il nome del defunto.
Le caratteristiche epigrafiche permettono di datare il reperto tra il VII e l'VIII secolo d.C. Ora questo importante resto viene conservato presso la chiesa parrocchiale di San Sisto a Caldonazzo.

## Società

### Evoluzione demografica
Abitanti censiti

## Cultura
Dal 2011 ogni anno nel mese di giugno si svolge un festival dedicato alla lettura, il "TrentinoBookFestival".

## Geografia antropica
La circoscrizione territoriale ha subito le seguenti modifiche: nel 1928 aggregazione di territori dei soppressi comuni di Calceranica e Centa San Nicolò; nel 1947 distacco di territori per la ricostituzione del comune di Calceranica, ora Calceranica al Lago  (Censimento 1936: pop. res. 732), e Centa San Nicolò (Censimento 1936: pop. res. 777); nel 1988 distacco di territori aggregati al comune di Centa San Nicolò (Censimento 1981: pop. res. 17).
Nel corso del 2016 Caldonazzo sta procedendo assieme a Calceranica e Tenna all'unione dei servizi comunali.

## Infrastrutture e trasporti
La parte nord del territorio di Caldonazzo è attraversata dalla SS47 della Valsugana, principale arteria dell'omonima valle.
L'uscita autostradale più vicina è quella di Trento Sud sull'Autostrada del Brennero.
È presente anche l'omonima stazione ferroviaria, sulla linea Trento-Venezia.

## Amministrazione

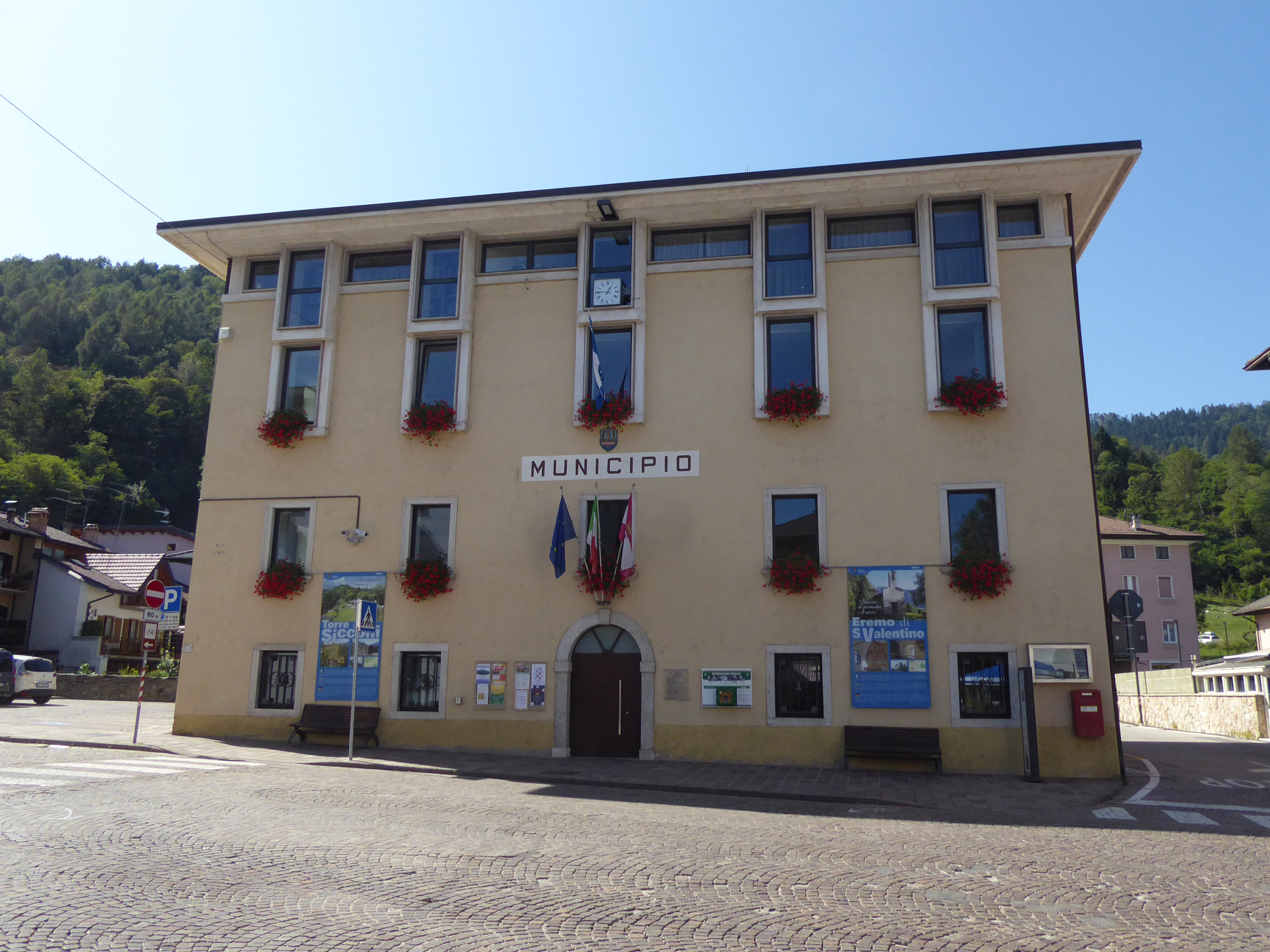
Il municipio

Il sindaco di Caldonazzo da novembre 2024 è Stefano Riccamboni.